# Miasta metropolitalne Włoch

Kartografia miast metropolitalnych Włoch zaznaczonych na żółto.

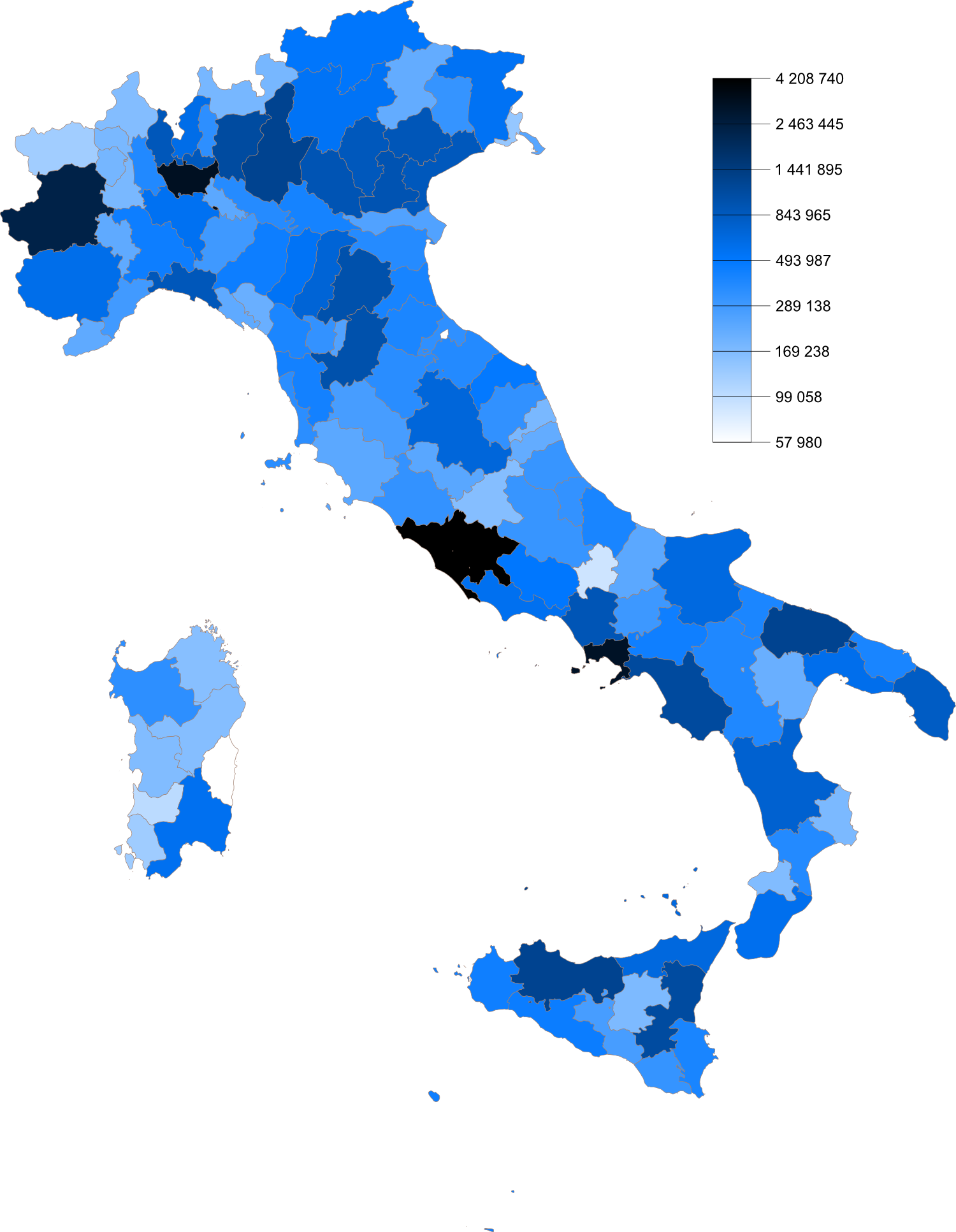
Ludność włoskich prowincji i miast metropolitalnych w grudniu 2012 roku.

Miasto metropolitalne jest jednym z lokalnych organów terytorialnych określonych w Konstytucji Włoch, w art. 114, po reformie z 2001 roku (Ustawa konstytucyjna nr 3/2001).
Ustawa z dnia 7 kwietnia 2014 roku nr 56 zawierająca „Przepisy o miastach metropolitalnych, prowincjach, związkach i połączeniach gmin” reguluje jej utworzenie w zastępstwie prowincji jako organu rozległego obszaru, chociaż dotyczy regionów ze statutem zwykłym.
Organy te mają swoje siedziby także w regionach o specjalnym statusie, czyli Sardynii i Sycylii.

## Lista miast metropolitalnych
We Włoszech jest czternaście miast metropolitalnych. Poniżej przedstawiono dane dotyczące populacji, powierzchnię, gęstość zaludnienia, liczbę gmin i region czternastu miast metropolitalnych.
| Nazwa miasta metropolitarnego | Skrót | Region             | Powierzchnia (km²) | Populacja | Gęstość zaludnienia (os./km²) | Liczba gmin | Data utworzenia |
| ----------------------------- | ----- | ------------------ | ------------------ | --------- | ----------------------------- | ----------- | --------------- |
| Bari                          | BA    | Apulia             | 3863               | 1 225 048 | 317                           | 41          | 8 kwietnia 2014 |
| Bolonia                       | BO    | Emilia-Romania     | 3702               | 1 014 124 | 274                           | 55          | 8 kwietnia 2014 |
| Cagliari                      | CA    | Sardynia           | 1249               | 420 364   | 337                           | 17          | 4 lutego 2016   |
| Florencja                     | FI    | Toskania           | 3514               | 988 194   | 281                           | 41          | 8 kwietnia 2014 |
| Genua                         | GE    | Liguria            | 1834               | 816 606   | 445                           | 67          | 8 kwietnia 2014 |
| Katania                       | CT    | Sycylia            | 3574               | 1 074 434 | 301                           | 58          | 4 sierpnia 2015 |
| Mediolan                      | MI    | Lombardia          | 1575               | 3 228 006 | 2050                          | 133         | 8 kwietnia 2014 |
| Mesyna                        | ME    | Sycylia            | 3226               | 600 180   | 184                           | 108         | 4 sierpnia 2015 |
| Neapol                        | NA    | Kampania           | 1179               | 2 959 932 | 2528                          | 92          | 8 kwietnia 2014 |
| Palermo                       | PA    | Sycylia            | 5009               | 1 204 189 | 240                           | 82          | 4 sierpnia 2015 |
| Reggio Calabria               | RC    | Kalabria           | 3210               | 518 699   | 162                           | 97          | 7 sierpnia 2016 |
| Rzym                          | RM    | Lacjum             | 5363               | 4 227 059 | 788                           | 121         | 8 kwietnia 2014 |
| Turyn                         | TO    | Piemont            | 6827               | 2 204 632 | 323                           | 312         | 8 kwietnia 2014 |
| Wenecja                       | VE    | Wenecja Euganejska | 2473               | 835 895   | 338                           | 44          | 8 kwietnia 2014 |

## Dodatkowe miasta metropolitalne
Oprócz miast metropolitalnych, we Włoszech funkcjonują także nowe jednostki administracyjne, które tak naprawdę nie są miastami metropolitalnymi: wolne konsorcja miejskie (na Sycylii) oraz regionalne organy decentralizacyjne (we Friuli-Wenecji Julijskiej).
Wolne konsorcja miejskie są wielkoobszarowymi organami terytorialnymi posiadającymi autonomię ustawową, regulacyjną, administracyjną, podatkową i finansową. Natomiast regionalne organy decentralizacyjne są organami funkcjonalnymi regionu Friuli-Wenecja Julijska o specjalnym statusie.

### Wolne konsorcja miejskie
| Nazwa wolnego konsorcjum miejskiego | Skrót | Region  | Powierzchnia (km²) | Populacja | Gęstość zaludnienia (os./km²) | Liczba gmin | Data utworzenia |
| ----------------------------------- | ----- | ------- | ------------------ | --------- | ----------------------------- | ----------- | --------------- |
| Agrigento                           | AG    | Sycylia | 3052.59            | 412 472   | 135.12                        | 43          | 4 sierpnia 2015 |
| Caltanissetta                       | CL    | Sycylia | 2138.37            | 248 699   | 116.3                         | 22          | 4 sierpnia 2015 |
| Enna                                | EN    | Sycylia | 2574.7             | 153 589   | 59.65                         | 20          | 4 sierpnia 2015 |
| Ragusa                              | RG    | Sycylia | 1623.89            | 319 350   | 196.66                        | 12          | 4 sierpnia 2015 |
| Syrakuzy                            | SR    | Sycylia | 2124.13            | 383 321   | 180.46                        | 21          | 4 sierpnia 2015 |
| Trapani                             | TP    | Sycylia | 2469.62            | 411 727   | 166.72                        | 25          | 4 sierpnia 2015 |

### Regionalne organy decentralizacyjne
| Nazwa regionalnego organu decentralizacyjnego | Skrót | Region                  | Powierzchnia (km²) | Populacja | Gęstość zaludnienia (os./km²) | Liczba gmin | Data utworzenia |
| --------------------------------------------- | ----- | ----------------------- | ------------------ | --------- | ----------------------------- | ----------- | --------------- |
| Gorycja                                       | GO    | Friuli-Wenecja Julijska | 467.14             | 139 346   | 298.3                         | 25          | 1 lipca 2019    |
| Pordenone                                     | PN    | Friuli-Wenecja Julijska | 2275.42            | 312 062   | 106.64                        | 50          | 1 lipca 2019    |
| Triest                                        | TS    | Friuli-Wenecja Julijska | 212.51             | 234 457   | 1103.28                       | 6           | 1 lipca 2019    |
| Udine                                         | UD    | Friuli-Wenecja Julijska | 4969.30            | 529 940   | 137.14                        | 134         | 1 lipca 2019    |